# Tatra 138

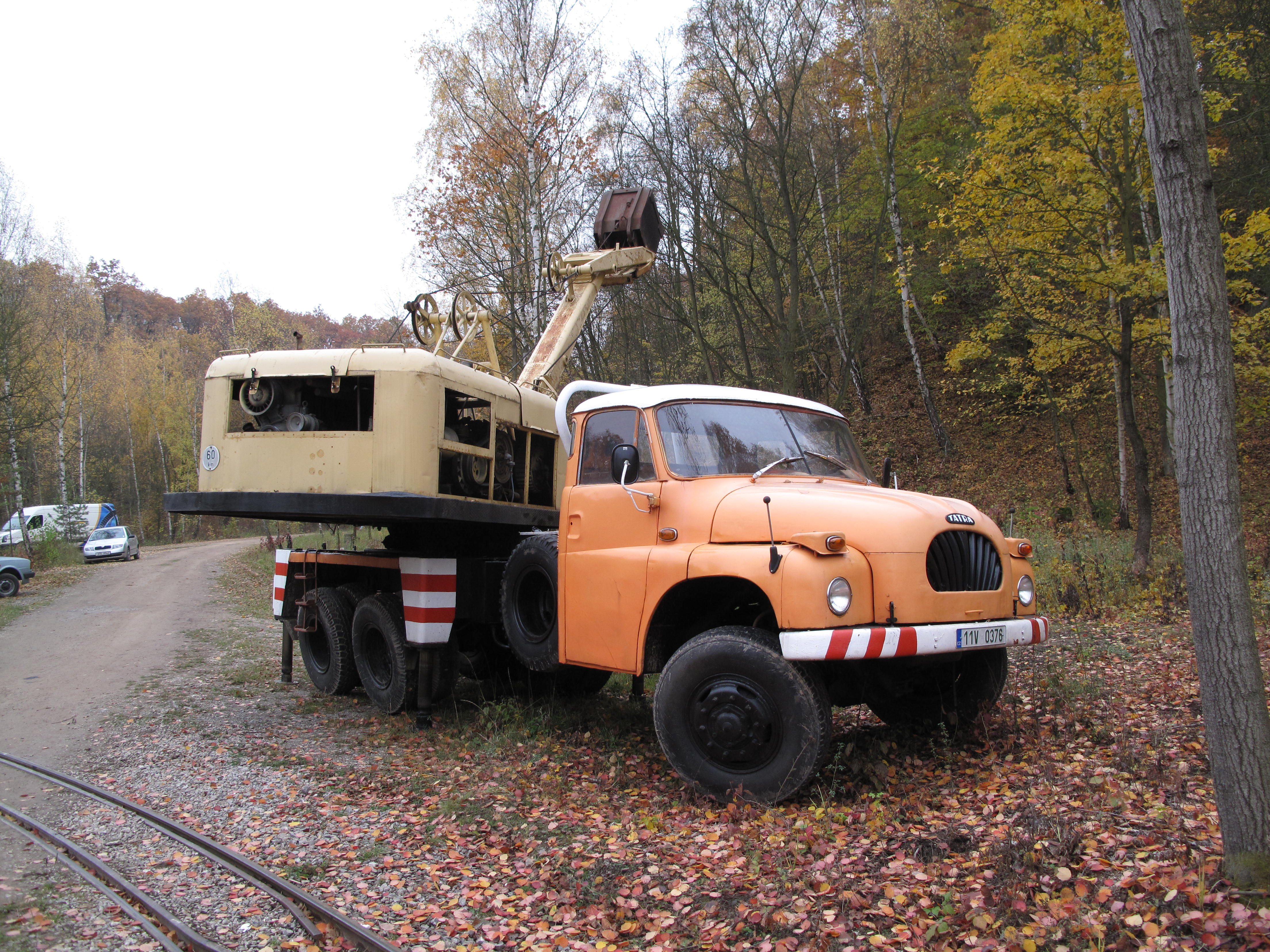
Tatra 138

Tatra 138 — важкий чехословацький вантажний автомобіль, вироблений в 1959—1971 рр. фірмою «Татра». Розвиток моделі Tatra 111 з великою кількістю удосконалень в руслі основної концепції «Татри».
Рішення замінити Tatra 111 було прийнято в 1952 році в державному плані, в рамках якого «Tatra Kopřivnice» відводилося виробництво 7-10-тонних вантажівок. У 1956 році на виставці Czechoslovak Machinery Expo в Брно фірма виставила дві нові моделі — T137 і T138 (уніфікація обох автомобілів досягала 70 %). Новими були гідропідсилювач керма, зчеплення з пневмоусилителя і коробка передач з електропневматичним управлінням.
Конструкція модульна, з хребтовою рамою і колісними формулами 4x4, 4x2, 6x6, 6x4 і 6x2 (версії 4x2, 6x4 і 6x2 виготовлялися в дуже малих кількостях). Ця типова для вантажівок Tatra конструкція мала свої звичайні переваги: висока міцність на вигин і крутіння з хорошим сприйняттям основного навантаження, захищеність усіх основних елементів трансмісії, легкість реалізації модульної конструкції.
Двигун — V-подібний 8-циліндровий дизель з кутом розвалу 75°, сухим картером і звичайним для Татри повітряним охолодженням, в даному випадку з використанням нового вентилятора з керуванням від датчика температури масла в двигуні, з гідравлічним приводом для зниження шуму і витрати палива (цей двигун також використовувався в бронетранспортері OT-64 SKOT).
Вантажівки в великій кількості поставлялися в СРСР.
Особливістю вантажівок були габаритні «вуса» на крилах. Деякі «вуса» мали спіралеподібну регульовану підставу, але також зустрічалися «вуса», які мають неспіралеподібну підставу.
Була однією з небагатьох вантажівок, які могли їздити без одного колеса.